# Mount Wever
Mount Wever är ett berg i Antarktis. Det ligger i Västantarktis. Argentina, Chile och Storbritannien gör anspråk på området. Toppen på Mount Wever är 1 700 meter över havet, eller 827 meter över den omgivande terrängen. Bredden vid basen är 6,6 km.
Terrängen runt Mount Wever är huvudsakligen kuperad. Mount Wever är den högsta punkten i trakten. Trakten är obefolkad. Det finns inga samhällen i närheten.